# BeBe Winans
Benjamin "BeBe" Winans (Detroit, Michigan em 17 de Setembro de 1962) é um cantor de música gospel, compositor e produtor musical estadunidense.

## The PTL Club e Carreira Solo
Ele lançou vários álbuns, primeiro com sua irmã CeCe Winans, e depois como artista solo. Jim Bakker's television show "The Club PTL" teve interesse em BeBe e CeCe sua irmã como vocalistas de fundo para o show. Depois de ir à Carolina do Norte para um teste que eles foram aceitos. BeBe e CeCe mudou-se para o campus PTL na Carolina do Norte, e foram no show por cerca de cinco anos.
Durante seu tempo no PTL, BeBe e CeCe gravou "Lord Lift Us Up" ("Senhor nos levantar") no rótulo PTL, após demanda popular no programa. Finalmente, o sucesso garantido mais um esforço: um álbum completo. O álbum foi bem nas paradas. BeBe e CeCe deixou PTL e prosseguir a carreira e gravou cinco álbuns juntos, incluindo auto-intitulado BeBe & CeCe Winans, Heaven, Different Lifestyles, First Christmas e Relationships. Em 1995, BeBe e CeCe decidiram seguir carreiras solo. Mas em 2009 eles fizeram o álbum "Still" juntos. Na era da música "Close to You", que ganhou um prêmio Dove Awards em 2010 na categoria de música Urban Recorded (em um empate).

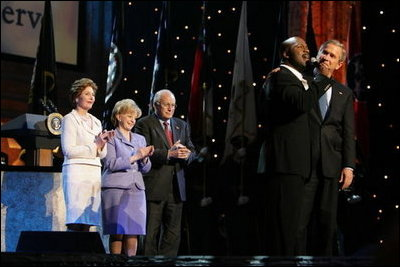
President George W. Bush puts his arm around singer BeBe Winans as he sings God Bless America during the 'Saluting Those Who Serve' event at the MCI Center in Washington, D.C. on January 18, 2005. Also pictured are, from left, Laura Bush, Lynne Cheney, and Vice President Dick Cheney.

## Discografia

### Álbuns solo
- 1997: BeBe Winans (Sparrow/Atlantic)
- 2000: Love & Freedom (Motown)
- 2002: Live and Up Close (Motown)
- 2003: My Christmas Prayer (The Movement Group/Still Waters/Hidden Beach)
- 2005: Dream (The Movement Group/Still Waters/Hidden Beach)
- 2006: Cherch (The Movement Group)
- 2012: America America

### BeBe & CeCe Winans
- 1984: Lord Lift Us Up (PTL)
- 1987: BeBe & CeCe Winans (Sparrow/Capitol)
- 1988: Heaven (BeBe & CeCe Winans album)|Heaven (Sparrow/Capitol)
- 1991: Different Lifestyles (Sparrow/Capitol)
- 1993: First Christmas (Sparrow/Capitol)
- 1994: Relationships (Sparrow/Capitol)
- 1996: Greatest Hits (Sparrow/EMI)
- 2006: The Best Of BeBe And CeCe (Sparrow)
- 2009: Still (B&C/ Malaco)[1]

### Singles
- 1996: "All Of Me" (Myrrh)
- 1997: "In Harm's Way" (Atlantic)
- 1997: "Thank You" (Atlantic)
- 1997: "Stay" (Atlantic)
- 2000: "Coming Back Home" (Motown)
- 2000: "Jesus Children Of America" (Motown)
- 2000: "Tonight Tonight" (Motown)[2]
- 2002: "Do You Know Him" (Motown)
- 2005: "I Have A Dream" (TMG/Still Waters)
- 2005: "Safe From Harm" (TMG/Still Waters)
- 2005: "Love Me Anyway" (TMG/Still Waters)

### Outras aparições
- 1984: "Give Him Thanks" from Face To Face (Light) with The Winans
- 1984: "Golden Opportunity" from Tomorrow (Light) with The Winans
- 1984: Jesus Commands Us to Go!, ith Green (background)
- 1986: "Its Only Natural" and "Arms Of Love" Kaleidoscope (Dayspring) with Keith Thomas
- 1987: "Abundant Life" from Ron Winans Family & Friends Choir Vol. I (Selah)
- 1987: "Love Is You" from Daniel Winans & Second Half (A&M) duet with Marvin Winans
- 1988: Live: Radically Saved, Carman (background)
- 1989: "Do You Feel Their Pain?" from Justice (Sparrow) duet with Steve Camp
- 1991: "A Song Of Consecration" from Ron Winans Family & Friends Choir Vol. III (Selah)
- 1992: "I'm Going Up" from White Men Can't Jump (soundtrack) (EMI) with CeeCee
- 1992: "Still Called Today" from The Great Adventure (Sparrow) with Steven Curtis Chapman
- 1993: "For Unto Us a Child Is Born" from The New Young Messiah (Sparrow) with CeeCee
- 1994: "He's On Your Side" duet with Monique Walker on the Hezekiah Walker & The Love Fellowship Choir album, Live in Atlanta (Benson)
- 1995: "You've Got a Friend" from Tapestry Revisited: A Tribute to Carole King (Atlantic) with CeeCee and Aretha Franklin
- 1996: "All Of Me" from My Utmost For His Highest: The Covenant (Myrrh)
- 1996: "But God" from Ron Winans Family & Friends Choir Vol. IV (Selah)
- 1997: "I Wanna Be The Only One" with Eternal from Before the Rain (Atlantic/EMI)
- 1998: "He's Coming Soon" from The Apocalypse (soundtrack) (Straightway)
- 1998: "River Jordan" from Civil War: The Nashville Sessions (Atlantic)
- 1998: "One Voice" from "Never Say Never":Brandy Norwood (Atlantic)
- 1998: "Stay with Me" from The Prince of Egypt: Inspirational (DreamWorks)
- 1999: "He Watches Over You" duet with Sandi Patty from Songs From The Book (Word)
- 1999: "I Will Follow Christ" trio with Bob Carlisle and Clay Crosse
- 2001: "Jesus Children of America" with Marvin Winans and Stevie Wonder from Boycott (HBO Film soundtrack)
- 2006: "Broken Bridges" (CMT film) with Willie Nelson and Toby Keith
- 2007: "I Don't Want To Be Wrong Today" from We Are Family 2007: Artists & Friends for Hurricane Relief (Point of Light Foundation)
- 2010: "We Are the World 25 for Haiti"